# Carlos Dotor
Carlos Dotor González (Madrid, 15 de marzo de 2001) es un futbolista español que juega como centrocampista en el Málaga C. F. de la Segunda División de España.

## Trayectoria
Natural de Madrid, se formó en la cantera del Rayo Majadahonda, hasta que en 2015 ingresó en el fútbol base del Real Madrid Club de Fútbol para formar parte del cadete "B". Debutó en la temporada 2019-20 con el Real Madrid Castilla Club de Fútbol en la Segunda División "B". En esa misma campaña, logró el título de la Liga Juvenil de la UEFA 2019-20. En las siguientes temporadas se afianzaría en las filas del filial en la Primera Federación y fue su capitán en la temporada 2022-23.
El 20 de julio de 2023 se confirmó su fichaje por el R. C. Celta de Vigo. Durante su primer año en tierras gallegas, llegó a disputar 19 partidos en la Primera División.
El 21 de julio de 2024 el Real Oviedo anunció su llegada en calidad de cedido hasta junio de 2025, aunque en enero se canceló la cesión para terminar la campaña en el Real Sporting de Gijón. La siguiente acumuló un nuevo préstamo, esta vez en el Málaga C. F.

## Clubes
Actualizado al último partido disputado el 31 de mayo de 2025.
| Club                            | País          | Año           | Partidos | Goles |
| ------------------------------- | ------------- | ------------- | -------- | ----- |
| Real Madrid Castilla C. F.      | España        | 2019-2023     | 89       | 26    |
| R. C. Celta de Vigo             | España        | 2023-act.     | 19       | 0     |
| Real Oviedo (cesión)            | España        | 2024-2025     | 6        | 0     |
| Real Sporting de Gijón (cesión) | España        | 2025          | 13       | 2     |
| Málaga C. F. (cesión)           | España        | 2025-act.     |          |       |
| Total carrera                   | Total carrera | Total carrera | 127      | 28    |

## Palmarés

### Campeonatos internacionales
| Título                    | Club              | Sede  | Año     |
| ------------------------- | ----------------- | ----- | ------- |
| Liga de Campeones juvenil | Real Madrid C. F. | Suiza | 2019-20 |